# John Gregory (Mediziner)

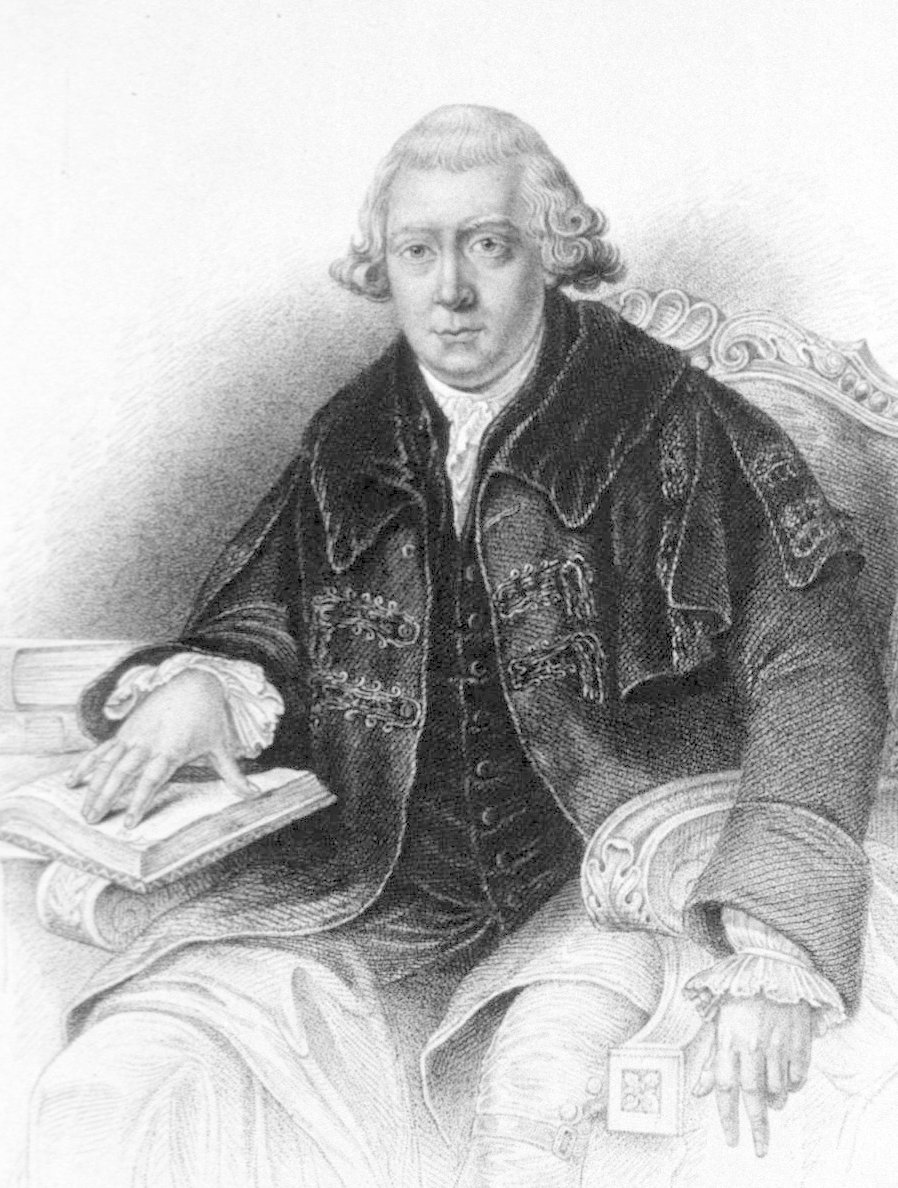
John Gregory

John Gregory, vor etwa 1755 John Gregorie (* 3. Juni 1724 in Aberdeen; † 9. Februar 1773 in Edinburgh), war ein schottischer Arzt und Hochschullehrer. Er war ein einflussreicher Vordenker der Medizinethik im Europa des 18. Jahrhunderts.

## Leben
John Gregory war der Enkel des Mathematikers James Gregory und wurde geboren als Sohn des Arztes James Gregorie und dessen zweiter Frau Anna Chalmers. Sein Vater starb, als er acht Jahre alt war, von nun an kümmerten sich sein Großvater Principal Chalmers und sein Halbbruder James, Professor für Medizin, um seine Erziehung. Sein Cousin, der Philosoph Thomas Reid, beeinflusste ebenfalls seine Erziehung. Gregory besuchte zunächst die lokale Grundschule und ging dann auf das King’s College in Aberdeen. 1742 zog er mit seiner Mutter nach Edinburgh, wo er bei Alexander Monro, Andrew Sinclair (1726–1757), John Rutherford und Charles Alston Medizin studierte. Dort schloss er Freundschaft mit dem Arzt und Poet Mark Akenside (1721–1770). 1745 zog Gregory nach Leiden, um dort seine Studien bei Bernhard Siegfried Albinus, Hieronymus David Gaub und Adriaan van Royen fortzusetzen. Kurz nachdem er 1746 in Abwesenheit durch die Universität Aberdeen seinen akademischen Grad (Doktor der Medizin (MD)) erhalten hatte, wurde er zum Professor für Philosophie am dortigen King’s College berufen, wo er bis 1749 Mathematik und moralische- und Naturphilosophie lehrte. Außerdem praktizierte er als Arzt in Aberdeen und ab 1754 in London, zog es aber vor, seinen Patienten Vorträge zu halten.
Am 2. April 1752 heiratete er Elizabeth Forbes. Gemeinsam hatten sie drei Söhne, darunter den Arzt James Gregory, sowie drei Töchter Dorothea, Anna Margaretta und Elizabeth. 1754 zog die Familie nach London und schloss sich dem Kreis um John Wilkes, Charles Townshend (1725–1767), George Lyttelton und Elizabeth Montagu an. In dieser Zeit begann er seinen Namen „Gregory“ (eigentlich „Gregorie“) zu schreiben. Im Jahr 1756 wurde er zum Mitglied in der Royal Society gewählt. 1763 starb seine Frau Elizabeth. In Aberdeen versuchte Gregory als Medizinprofessor bis 1764 eine medizinische Vorlesungsreihe einzurichten, aber es nahmen nur wenige Medizinstudenten daran teil. Auch wurde er ein aktives Mitglied der philosophischen Gesellschaft von Aberdeen. Die Schriften, die er vorlegte, wurden später als Sammlung anonym in A Comparative View of the State and Faculties of Man, with those of the Animal World (1765) veröffentlicht.
1766 wurde er anstelle von William Cullen Nachfolger von John Rutherford als Medizinprofessor und Lehrstuhlinhaber in Edinburgh, denn Rutherford hielt Cullen für einen Häretiker. Cullen wurde später Nachfolger von Gregory und dessen Nachfolger wiederum war ein Enkel Gregorys (John Gregory, Sohn von Dorothea).
Der mit ihm befreundete Journalist James Boswell gehörte 1769 auch zu seinen Patienten.
Zu seinen bekanntesten Werken zählt die 1770 veröffentlichte Sammlung Observations on the Duties and Offices of a Physician and on the Method of Prosecuting Enquiries in Philosophy. John Gregory vertrat einen utilitaristischen Standpunkt im Bezug auf richtiges bzw. moralisches Handeln eines Arztes. Demnach handelt ein Arzt dann moralisch, wenn sein persönliches Interesse einer Verbesserung des Allgemeinwohls zukommt.

## Schriften
- A Comparative View of the State and Faculties of Man, with those of the Animal World. 1765  (Gedruckt in: The works of the late John Gregory. Edinburgh 1788 (Digitalisat))
  - Deutsch: Vergleichung des Zustandes und der Kräfte des Menschen, mit dem Zustande und den Kräften der Thiere : In auserlesenen Anmerkungen über die Erziehung, die Naturgaben, die Künste und Wissenschaften, und die Religion. 1768. (Digitalisat)
  - Französisch: Parallèle De La Condition Et Des Facultés De L'Homme Avec La Condition Et Les Facultés Des Autres Animaux : Contenant des Observations critiques sur l'usage qu'il fait des facultés qui lui sont propres. Nach der 4. Auflage durch J. B. Robinet übersetzt. Paris 1769 (Digitalisat) 2. Auflage, Paris 1770 (Digitalisat)
- Observations on the duties and offices of a physician and on the method of prosecuting enquiries of a physician. In: Philosophy and Medicine 57, 1770 (Gedruckt in: The works of the late John Gregory. Edinburgh 1788 (Digitalisat))
  - Französisch: Observations sur les devoirs et les fonctions d’un médecin et sur la méthode de perfectionner l’histoire naturelle. Edinburgh und Paris 1774 (Digitalisat)
- Elements of the practice of physic. 1772 (Gedruckt in: The works of the late John Gregory. Edinburgh 1788 (Digitalisat))
  - Deutsch: Vorlesungen über die Pflichten und Eigenschaften eines Arztes. 1778. (Digitalisat)
  - Italienisch: Lezioni sopra I doveri e le qualità di un medico. Pavia 1795 (Digitalisat)
- Father's legacy to his daughters. 1775. (Gedruckt in: The works of the late John Gregory. Edinburgh 1788  (Digitalisat))
- Laurence B. MacCullough (Hrsg.): John Gregory's writings on medical ethics and philosophy of medicine. Kluwer Academic, Dordrecht 1998.